# Hisonotus paulinus
Hisonotus paulinus är en fiskart som först beskrevs av Regan, 1908.  Hisonotus paulinus ingår i släktet Hisonotus och familjen Loricariidae. Inga underarter finns listade i Catalogue of Life.